# Ногаевци
Ногаевци (мкд. Ногаевци) су насеље у Северној Македонији, у средишњем делу државе. Ногајевци управно припадају општини Градско.

## Географија
Ногаевци су смештени у средишњем делу Северне Македоније. Од најближег већег града, Велеса, насеље је удаљено 25 km јужно.
Рељеф: Насеље Ногаевци се налази у историјској области Тиквеш. Село је положено у долини Вардара, близу ушћа Брегалнице у њега. Северно од насеља уздиже се омање побрђе. Насеље је положено на приближно 150 метара надморске висине. 
Месна клима је измењена континентална са значајним утицајем Егејског мора (жарка лета).

## Становништво
Ногаевци су према последњем попису из 2002. године имали 239 становника. 
Већинско становништво у насељу су етнички Македонци (99%), а остало су махом Срби.
Претежна вероисповест месног становништва је православље, а мањинска ислам.

## Извори
- Попис у Македонији 2002. - Књига 10.